# Thrips winnemanae
Thrips winnemanae är en insektsart som beskrevs av Ian A. Hood 1913. Thrips winnemanae ingår i släktet Thrips och familjen smaltripsar. Inga underarter finns listade i Catalogue of Life.